# 穆恩河
47°58′37″N 12°09′09″E / 47.977080°N 12.152590°E

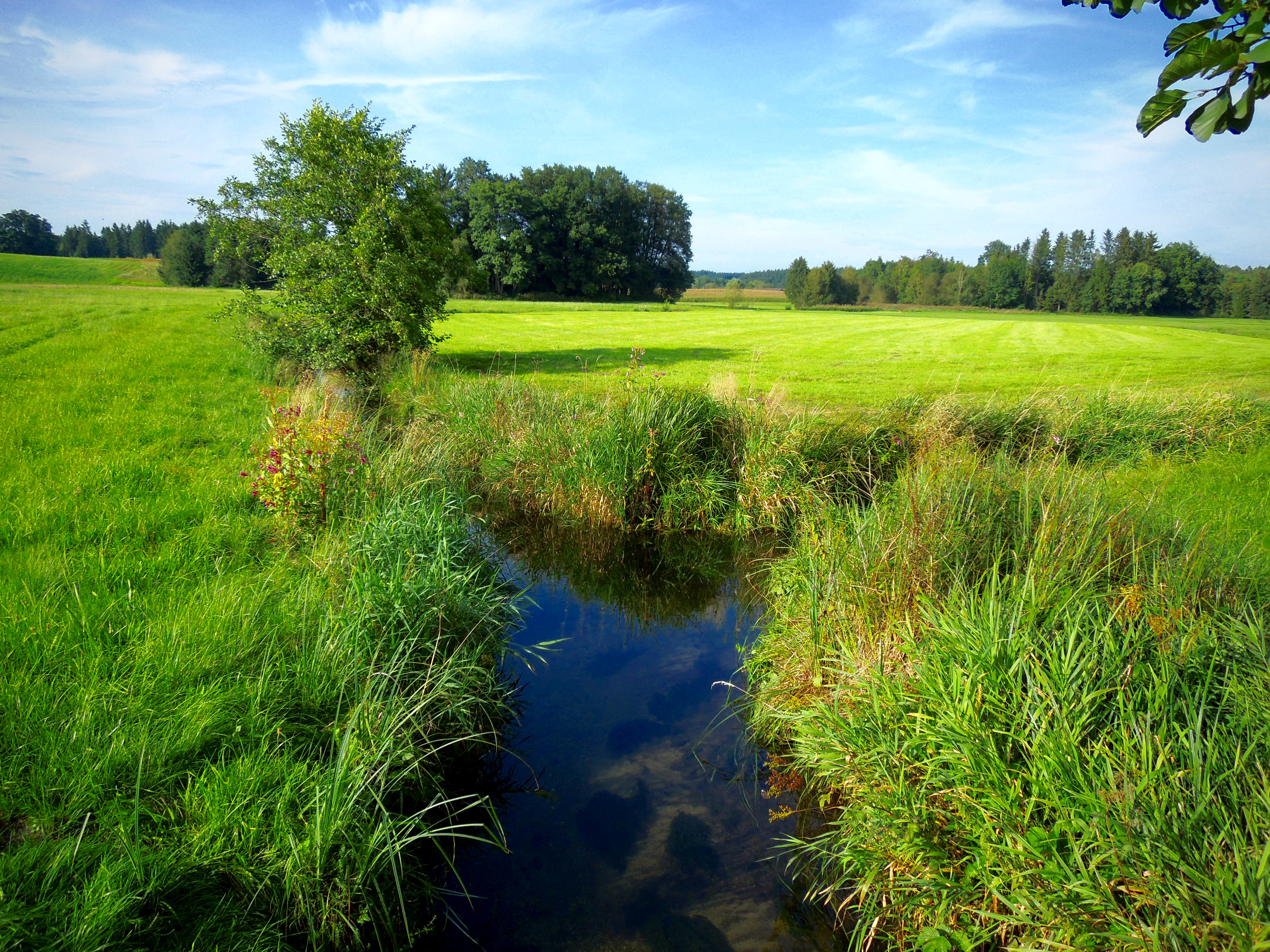

穆恩河是德國的河流，位於該國東南部，由巴伐利亞負責管轄，屬於因河的右支流，河道全長39公里，流域面積179平方公里，流經羅森海姆縣。